# Ройтенберг Яків Наумович
Яків Наумович (Янкель Нахманович) Ройтенберг (28 травня 1910 — 6 березня 1988) — радянський математик і механік, фахівець з теорії управління, доктор фізико-математичних наук (1947).

## Біографія
Народився 28 травня 1910 року в селі Троянів Житомирської області.
В 1938 році закінчив Московський механіко-машинобудівний інститут імені М. Е. Баумана. Кандидат фізико-математичних наук (1941), тема кандидатської дисертації «До теорії багатогіроскопної вертикалі».
В 1947 р. став доктором фізико-математичних наук (тема докторської дисертації «Силові гіроскопічні стабілізатори»), а в 1948 р. — професором кафедри прикладної механіки механіко-математичного факультету МДУ імені М. В. Ломоносова.
З 1952 по 1956 рр. завідував кафедрою прикладної механіки.
З 1971 року був членом редколегії журналу «Вісті Академії наук СРСР. Механіка твердого тіла», в період 1960—1978 рр. — заступником відповідального редактора журналу «Вісник Московського університету. Математика. Механіка». А з 1978 року — членом редколегії журналу.

## Науковий внесок
В область наукових інтересів входили
- прикладна теорія гіроскопів
- загальна механіка
- теорія коливань
- теорія управління рухом
- синтез систем автоматичного управління

- Розроблена теорія гіроскопічних пристроїв, що забезпечують функціонування систем стабілізації, систем автоматичного управління літальними об'єктами, інерціальними навігаційними системами та ін.
- Розроблена теорія багатьох гіроскопічних приладів: гіроскопічних компасів, вертикалей.
- Вперше отримано повні рівняння прецесійного руху гіроскопічного компаса з урахуванням руху гіросфери як тіла з трьома степенями свободи, з додатковою свободою руху гіроскопів всередині неї.
- Розроблені методи компенсації балістичних девіацій гіроскопічних приладів, що виникають внаслідок маневрування корабля, літака або іншого об'єкта, на якому ці прилади встановлені.
- Вирішено ряд найважливіших завдань оптимізації динамічних систем і, зокрема, гіроскопічних систем, які перебувають під впливом випадкових сил.
- Розроблена теорія силових гіроскопічних стабілізаторів, які отримали широке поширення на флоті та в авіації.
- Закладені основи нового напряму механіка гіроскопічних систем — керованих гіроскопічних систем.
- Розвинені методи дослідження лінійних нестаціонарних систем, що описуються диференціальними і різницевими рівняннями зі змінними коефіцієнтами.
- Вирішені завдання реалізації вибраної стратегії управління рухом, а також завдання визначення стану керованої системи у фазовому просторі в відсутність про це безпосередній інформації і відсутність інформації про стан системи відліку.
- Великий цикл робіт присвячений застосуванню імовірнісних методів до задач механіки.

## Педагогічна робота
Підготував і прочитав спеціальні курси прикладної теорії гіроскопів, теорії коливань, автоматичного регулювання, операційного числення. Створив новий університетський курс механіки керованих рухів.